# Charlesia
Charlesia is een geslacht van eenoogkreeftjes uit de orde van de Poecilostomatoida. De wetenschappelijke naam van het geslacht is voor het eerst geldig gepubliceerd in 1945 door Oliveira.

## Soorten
- Charlesia darwini Oliveira, 1945